# Snovídky
Snovídky (deutsch Snowidek) ist eine Gemeinde in Tschechien. Sie liegt sechs Kilometer nordwestlich von Koryčany und gehört zum Okres Vyškov.

## Geographie
Snovídky befindet sich im Norden des Ždánický les (Steinitzer Wald) auf dem Gebiet des gleichnamigen Naturparks. Das Dorf liegt rechtsseitig der Kyjovka bzw. Stupava an der Einmündung der Bäche Nemotický potok und Snovídský potok. Nördlich erhebt sich die Vysoká (347 m), im Nordwesten der Brankovický kopec (338 m), östlich die Padělky (332 m), im Süden der Nemotínek (360 m) sowie südwestlich der Hrádek (369 m), U Slepice (437 m) und Nebštich (377 m). Im Südosten verläuft die Bahnstrecke Brno – Veselí nad Moravou, die nächste Bahnstation Nemotice liegt am östlichen Ortsausgang.
Nachbarorte sind Nové Zámky und Dobročkovice im Norden, Brankovice und Kožušice im Nordosten, Nemotice im Osten, Mouchnice im Südosten, Haluzice im Süden Lovčice und Ždánice im Südwesten, Nevojice im Westen sowie Letošov und Nesovice im Nordwesten.

## Geschichte

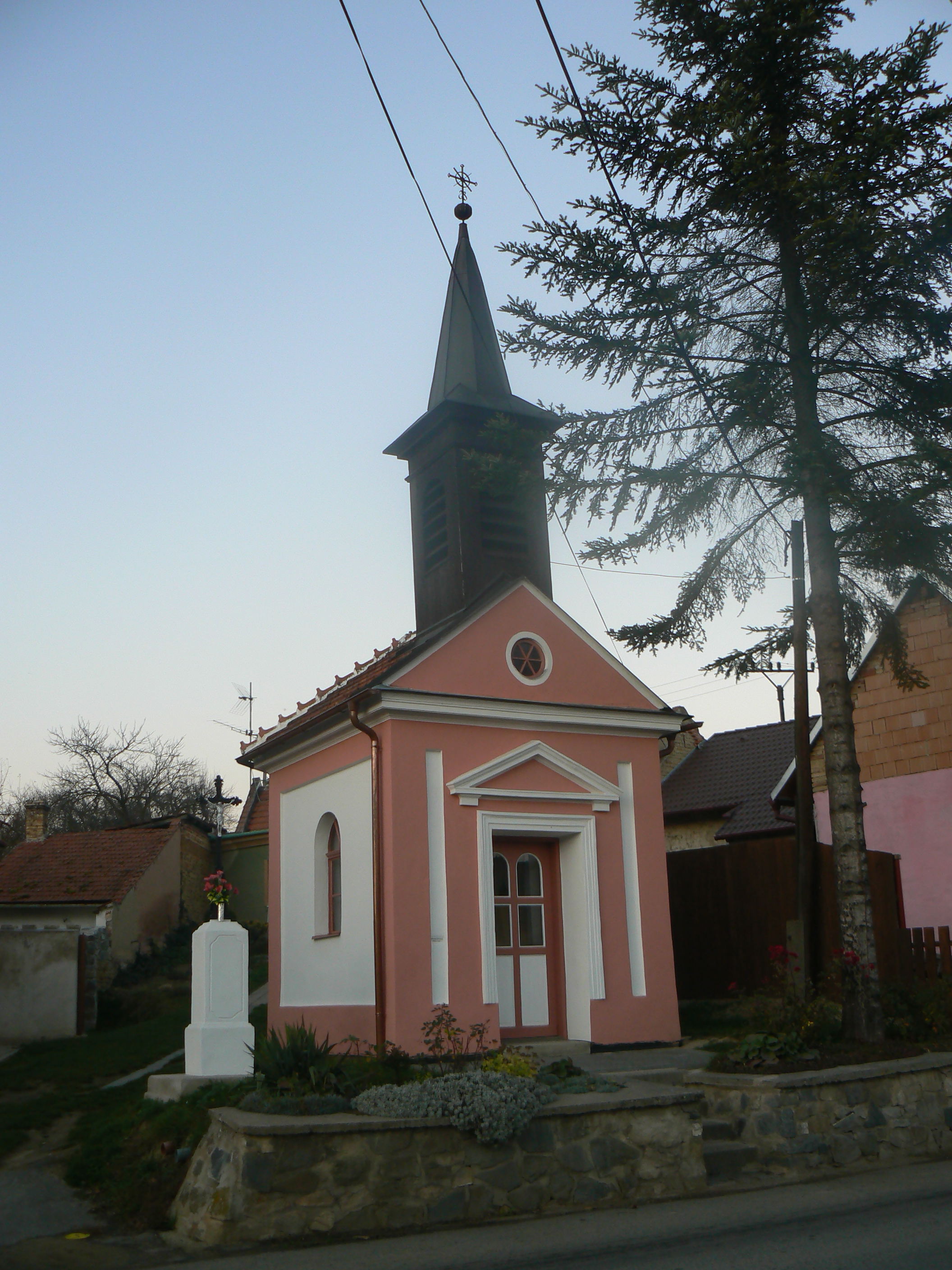
Kapelle der Jungfrau Maria

Die erste schriftliche Erwähnung von Snowidek erfolgte 1360, als Stanimír von Snovídky und seine Mutter Markéta das Dorf zusammen mit Lovišky an Margarethe von Wildenberg verkauften. Nachfolgend wechselten die Besitzer häufig. 1368 gehörte das Dorf Pešek von Zdetín, 1390 folgten die Brüder Hynek und Albert Weck von Miličín, ab 1392 Jaroš von Cimburg und danach Beneš von Benešov auf Kvasice. Dieser verkaufte das Dorf und den Hof Snovídky 1406 dem Pfarrer Zbyněk in Krumsín und dessen Brüdern Jan Krumpsín von Želechovice und Jan Húse von Krumsín. Jindřich Húse von Krumpsín veräußerte den Besitz 1437 an Kryštof von Žarůšky, der ihn umgehend an die Brüder Mikeš und Hynek von Oynitz weiterreichte. Unter Tas von Oynitz wurde Snovídky zu Beginn des 16. Jahrhunderts an die Herrschaft Bučovice angeschlossen. Ab 1533 gehörte die Herrschaft Wenzel von Boskowitz, der mit Anna, einer Tochter des Tas von Oynitz, verheiratet war. 1560 folgte sein Sohn Jan Šembera Černohorský von Boskowitz als Besitzer. Mit dessen Tode erlosch das Geschlecht der Boskowitzer 1597 im Mannesstamme. Das Erbe fiel an Jan Šemberas Töchter Anna und Katherina sowie deren Ehemänner, die Brüder Karl I. und Maximilian I. von Liechtenstein. Zum Dorf Snovídky gehörten zu Beginn des 17. Jahrhunderts lediglich zwei Huben Land. Nach dem Dreißigjährigen Krieg lagen 18 der 26 Anwesen wüst. Dieser Zustand hielt bis zum Ende des 17. Jahrhunderts an. Im Jahre 1784 lebten in den 44 Häusern von Snovídky 255 Personen. 1834 bestand das Dorf aus 47 Häusern, darunter eine Schenke und eine Brettsäge, und hatte 337 Einwohner.
Nach der Aufhebung der Patrimonialherrschaften bildete Snovídky ab 1850 eine Gemeinde in der Bezirkshauptmannschaft Wischau. 1855 wurde die Bezirksstraße von Bučovice über Koryčany nach Kyjov errichtet. Im Jahre 1887 nahm die Böhmisch-Mährische Transversalbahn die Strecke von Brünn nach dem Wlarapass in Betrieb. Die am Ortsrand errichtete Bahnstation gehört bereits zum Kataster von Nemotice. Die Liechtensteiner vereinten 1890 die Herrschaften Steinitz und Butschowitz zum Gut Butschowitz-Steinitz. 1896 war Snovídky auf 86 Häuser angewachsen, in denen 475 Menschen lebten. Im Jahre 1908 nahm die Lokalbahn Nemotitz–Koritschan den Verkehr auf. Snovídky hatte 1920 585 Einwohner und bestand aus 105 Häusern. 1936 wurde die Ziegelei stillgelegt. Die Mühle stellte 1950 den Betrieb ein. Zwischen 1949 und 1959 gehörte die Gemeinde zum Okres Bučovice und kam nach dessen Aufhebung 1960 zum Okres Vyškov zurück. Auf der Bahnstrecke Nemotice–Koryčany wurde 1980 der Personentransport eingestellt. Zwischen 1976 und 1989 war Snovídky nach Nemotice eingemeindet.

## Gemeindegliederung
Für die Gemeinde Snovídky sind keine Ortsteile ausgewiesen.

## Sehenswürdigkeiten
- Kapelle der Jungfrau Maria, sie wurde 2008 saniert